# Hantaviridae
Famille
Les Hantaviridae sont une famille de virus de l'ordre des Bunyavirales. Elle tient son nom de la rivière Hantan en Corée du Sud où une flambée épidémique causée par une espèce de cette famille fut observée. En Europe, les hantavirus pourraient avoir été responsables des épidémies historique de suette, aujourd'hui disparue.

## Taxonomie
La famille contient les genres suivants :
- Actantavirinae
  - Actinovirus
- Agantavirinae
  - Agnathovirus
- Mammantavirinae
  - Loanvirus
  - Mobatvirus
  - Orthohantavirus
  - Thottimvirus
- Repantavirinae
  - Reptillovirus